# Oblast Kirow
Koordinaten: 58° 33′ N, 50° 5′ O
Die Oblast Kirow (russisch Кировская область Kirowskaja oblast) ist eine russische Verwaltungseinheit. Sie liegt im östlichen Teil des europäischen Russland im Föderationskreis Wolga.

## Geschichte
Die Oblast Kirow befindet sich auf dem Gebiet des historischen Wjatkalandes, das von finno-ugrischen Stämmen bewohnt war und ab dem 12. Jahrhundert von den Russen besiedelt wurde. Hier entstand Ende des 14. Jahrhunderts die Republik Wjatka, die 1489 von Moskauer Großfürsten Iwan III. dem zentralisierten russischen Reich angeschlossen wurde, was für Moskau ein wichtiger Schritt Richtung Ural war. Später gehörte die Region größtenteils zum Gouvernement Wjatka. Die aktuelle Verwaltungseinheit wurde 1934 als Krai (Region) gegründet, aber bereits 1936 in Oblast umbenannt.

## Bevölkerung
Bei den letzten russischen Volkszählungen in den Jahren 2002 und 2010 gab es eine Bevölkerungszahl von 1.503.529 respektive 1.341.312 Bewohnern. Somit sank die Einwohnerzahl in diesen acht Jahren um 162.217 Personen (−10,8 %). Die Verteilung der verschiedenen Volksgruppen sah folgendermaßen aus:
| Nationalität     | VZ 1989   | Prozent | VZ 2002   | Prozent | VZ 2010   | Prozent |
| ---------------- | --------- | ------- | --------- | ------- | --------- | ------- |
| Russen           | 1.531.679 | 90,42   | 1.365.438 | 90,82   | 1.199.691 | 89,44   |
| Tataren          | 45.666    | 2,70    | 43.415    | 2,89    | 36.457    | 2,72    |
| Mari             | 44.496    | 2,63    | 38.930    | 2,59    | 29.598    | 2,21    |
| Udmurten         | 22.955    | 1,36    | 17.952    | 1,19    | 13.639    | 1,02    |
| Ukrainer         | 18.885    | 1,11    | 11.399    | 0,76    | 7.718     | 0,58    |
| Aserbaidschaner  | 1.953     | 0,12    | 2.503     | 0,17    | 2.215     | 0,17    |
| Weißrussen       | 4.753     | 0,28    | 2.846     | 0,19    | 1.942     | 0,14    |
| Armenier         | 926       | 0,05    | 2.123     | 0,14    | 1.825     | 0,14    |
| Zigeuner         | 1.420     | 0,08    | 1.499     | 0,10    | 1.417     | 0,11    |
| Tschuwaschen     | 2.724     | 0,16    | 1.856     | 0,12    | 1.399     | 0,10    |
| Russlanddeutsche | 1.281     | 0,08    | 1.482     | 0,10    | 1.040     | 0,08    |
| Einwohner        | 1.694.008 | 100,00  | 1.503.529 | 100,00  | 1.341.312 | 100,00  |

Anmerkung: die Anteile beziehen sich auf Gesamtzahl der Einwohner. Also mitsamt dem Personenkreis, der keine Angaben zu seiner ethnischen Zugehörigkeit gemacht hat (2002 3.823 resp. 2010 35.585 Personen)
Die Bevölkerung des Gebiets besteht zu ungefähr 90 % aus Russen. Die Tataren, Mari, Udmurten und Ukrainer waren am Ende des Sowjetreichs bedeutende ethnische Minderheiten in der Oblast Kirow. Ihre Zahlen sinken allerdings stark.

## Verwaltungsgliederung und Städte
Die Oblast Kirow ist in 39 Rajons und 6 Stadtkreise unterteilt. Die Stadtkreise werden durch das Oblastverwaltungszentrum Kirow, das bis 1934 Wjatka hieß, die vier nächstgrößeren Städte Kirowo-Tschepezk, Wjatskije Poljany, Slobodskoi und Kotelnitsch sowie die „geschlossene“ Siedlung Perwomaiski gebildet. Insgesamt gibt es 18 Städte und 40 Siedlungen städtischen Typs.
| Name              | Russischer Name | Einwohner (14. Oktober 2010) |
| ----------------- | --------------- | ---------------------------- |
| Kirow             | Киров           | 473.695                      |
| Kirowo-Tschepezk  | Кирово-Чепецк   | 80.921                       |
| Wjatskije Poljany | Вятские Поляны  | 35.162                       |
| Slobodskoi        | Слободской      | 33.981                       |
| Kotelnitsch       | Котельнич       | 24.979                       |
| Omutninsk         | Омутнинск       | 23.615                       |

## Wirtschaft
Zu den wichtigsten Industriezweigen gehören der Maschinenbau, die Metallverarbeitung, die Papier- und Holzindustrie.

## Verkehr
Wichtigste Verkehrsverbindungen der Oblast sind die Transsibirische Eisenbahn und die Verbindungsbahn nach Kotlas, wo Anschluss an die Petschora-Eisenbahn nach Workuta besteht. Der Verkehr innerhalb des Gebietes erfolgt hauptsächlich auf der Straße. Auf der Wjatka ist Binnenschifffahrt möglich.